# Нелсен, Райан
Ра́йан Уи́льям Не́лсен (англ. Ryan William Nelsen; род. 18 октября 1977, Крайстчерч) — новозеландский футболист, защитник. Футболист года в Океании (2006 и 2010).

## Карьера

### В клубах
В 1997 году отправился в США, где играл за команды Колледжа Гринсборо («Гринсборо Колледж Прайд») и Стэнфордского университета («Стэнфорд Кардинал»). В 2000 году вошёл в символическую сборную NCAA по итогам сезона и был признан MVP «Стэнфорд Кардинал», играя на позиции опорного полузащитника.
На Супердрафте MLS 2001 года был выбран командой «Ди Си Юнайтед» под общим четвёртым номером. В 2003 году Райан стал капитаном клуба, также дважды входил в символическую сборную MLS (2003, 2004). В 2004 году выиграл с командой Кубок MLS.
В январе 2005 года по свободному трансферу перешёл в клуб английской Премьер-лиги «Блэкберн Роверс».
В феврале 2012 года из клуба «Блэкберн Роверс» по свободному трансферу перешёл в клуб английской Премьер-лиги «Тоттенхэм Хотспур».
Летом 2012 года перешёл свободным агентом из «Тоттенхэм Хотспур» в «Куинз Парк Рейнджерс».

### В сборной
Райан дебютировал в составе сборной Новой Зеландии 19 июня 1999 года в матче с командой Польши. Далее принимал участие в двух Кубках конфедераций (1999, 2003). В 2008 году был отправлен на Олимпийские игры в качестве одного из трёх игроков, чей возраст превышал 23 года. Проведя два стартовых матча с капитанской повязкой против Китая и Бразилии, Нелсен был отозван «Блэкберном» с турнира для участия в играх чемпионата Англии. Кубок конфедераций 2009 года Райан Нелсен пропустил из-за потянутой икроножной мышцы.
На чемпионате мира 2010 года провёл в ранге капитана все три матча All Whites против Словакии (1:1), Италии (1:1) и Парагвая (0:0). По итогам турнира американский портал ESPNsoccernet включил его в символическую сборную.

## Тренерская карьера
8 января 2013 года был назначен главным тренером клуба MLS «Торонто». 31 августа 2014 года был уволен вместе со всем своим штабом, после того как канадский клуб смог выиграть только в трёх из 13 последних матчей.

## Достижения

### Командные
Как игрока национальных сборных Новой Зеландии:
- Олимпийские игры:
  - Участник: 2008
- Кубок конфедераций:
  - Участник: 1999, 2003
- Кубок наций ОФК:
  - Победитель: 2002, 2008
  - Бронзовый призёр: 2004

Как игрока «Ди Си Юнайтед»:
- Кубок гигантов КОНКАКАФ:
  - Финалист: 2001
- Кубок MLS:
  - Победитель: 2004

### Личные
- Футболист года в Океании: 2006, 2010